# Stephen Charles Neill
Stephen Charles Neill (* 31. Dezember 1900 in Edinburgh, Schottland; † 20. Juli 1984 in Oxford) war ein schottischer anglikanischer Bischof, Missionar und Hochschullehrer. Er setzte sich für die Verständigung der christlichen Konfessionen und insbesondere für die Vereinigung der reformatorischen Kirchen in Südindien ein. Dazu schrieb er mehrere Bücher über Ökumene und Kirchengeschichte.

## Leben und Wirken

### Herkunft und Ausbildung
Neill, der Sohn eines Missions-Ärzte-Ehepaares in Indien, wuchs zusammen mit zwei Schwestern und drei Brüdern überwiegend in Europa auf. Er besuchte die Dean Close School in Cheltenham und lernte Altgriechisch und Latein. Von 1919 bis 1924 besuchte er das Trinity College, Cambridge. Eine im Abschlussjahr angefertigte Dissertation über den Einfluss Plotins auf die drei Kirchenväter Basilius von Caesarea, Gregor von Nyssa und  Gregor von Nazianz brachte ihm ein Stipendium als Fellow ein.
Trotz der Aussichten auf eine akademische Karriere entschloss er sich, als Missionar in Britisch-Indien zu arbeiten. Zusammen mit seinen Eltern und einer Schwester trat er Ende 1924 den Dienst in der Missionsstation Dohnavur in Tirunelveli (anglisiert Tinnevelly) in Tamil Nadu an. Dort arbeitete er als Erzieher der im Internat lebenden Jungen und lernte Tamil. Nach Konflikten mit der Leiterin von Dohnavur, der bekannten Missionarin Amy Carmichael, verließen Neills Eltern schon im Sommer 1925 die Missionsstation; Neill wurde im Januar 1926 entlassen. Er ging zu dem Missionar George Theodore Selwyn (1887–1957) in die Nachbarstadt Palayamkottai und arbeitete zuerst als Lehrer, dann als Evangelist im ländlichen Raum. Kurzzeitig arbeitete er mit Eli Stanley Jones zusammen. Am 21. Dezember 1926 wurde er zum Diakon ordiniert.
Während eines längeren Aufenthalts in Großbritannien wurde Neill am 28. März 1928 in der Kathedrale von Ely zum anglikanischen Priester ordiniert. Er war aber entschlossen, sich weiterhin der Mission zu widmen, und bewarb sich erfolgreich um eine Anstellung bei der Church Mission Society (CMS). Im August 1928 kehrte er nach Indien zurück, um eine Stelle als Lehrer am Union Christian College in Alwaye (heute Aluva im Bundesstaat Kerala) anzutreten. 1930 übernahm er die Leitung des von der CMS getragenen Nazareth Seminary in Tirunelveli. Durch etliche Veröffentlichungen erwarb er sich den Ruf als führender Intellektueller. Frederick Western, der Bischof der Diözese Tinnevelly in der erst seit 1927 von der Church of England unabhängigen Church of India, Burma and Ceylon, entsandte Neill 1935 in die Generalsynode der Kirche, wo er die Funktion eines Schriftführers übernahm und an den Verhandlungen zur Bildung einer Unionskirche in Südindien beteiligt war. Sie wurden jedoch erst 1947, als Neill Indien schon verlassen hatte, mit der Gründung der Church of South India abgeschlossen.
Nach Westerns Rücktritt wurde Neill im Oktober 1938 zum Bischof der Diözese gewählt und im Januar 1939 eingeführt. Er hielt die Diözese in den unruhigen Zeiten des Krieges zusammen, widersetzte sich staatlichen Übergriffen und initiierte Entwicklungsprojekte im Verlags- und Bankwesen. Im Frühjahr 1944 kam es jedoch zu Forderungen, dass Neill sein Bischofsamt aufgeben solle. Er hatte schon länger mit mentalen Problemen zu kämpfen, die sich verschlimmert hatten. Doch auch Konflikte innerhalb des Bistums und ein drohender Prozess wegen eines gewalttätigen Übergriffs haben eine wesentliche Rolle gespielt. Neill verließ Indien im Sommer, um sich in England in psychiatrische Behandlung zu begeben. Gegen einen Amtsverzicht hatte er sich lange gesträubt, doch im Sommer 1945 nahm der Metropolitanbischof Foss Westcott seinen Rücktritt an, der zum 31. August wirksam wurde.
Die nächsten Jahre verbrachte Neill wieder in Cambridge, wo er in seinem alten College als Seelsorger wirkte und Vorlesungen hielt. Im Januar 1948 berief Erzbischof Geoffrey Fisher ihn als Assistenzbischof in das Erzbistum Canterbury. Es war geplant, dass Neill eine führende Rolle im Ökumenischen Rat der Kirchen spielen sollte, dessen offizielle Gründung für den Herbst geplant war. Neill zog nach Genf, aber Spannungen mit dem Generalsekretär Willem Adolf Visser ’t Hooft führten dazu, dass seine Aufgaben auf die Koordination der theologischen Ausbildung in Afrika und die offiziöse Geschichtsschreibung des ÖRK beschränkt blieben. Gemeinsam mit Ruth Rouse verfasste er eine zweibändige Darstellung der Geschichte der ökumenischen Bewegung (1954). Das Amt als Assistenzbischof gab er schon im Februar 1951 wieder auf.
Zwischen 1952 und 1962 war er überwiegend publizistisch tätig. Er gab die Buchreihe World Christian Books heraus, eine Sammlung von theologischen Lehrbüchern, die vor allem auf eine Elementarisierung der christlichen Lehre für den Gebrauch in den jungen Kirchen zielten. Von den insgesamt 70 Bänden schrieb er etliche selbst, vor allem zu neutestamentlichen (Who is Jesus Christ?; Kommentare über den Galaterbrief und den Kolosserbrief) und systematischen (The Christian's God; What is man?), aber auch z. B. über Johannes Chrysostomos.
1962 nahm Neill einen Ruf an die Universität Hamburg als Professor für Missionswissenschaft an. In dieser Zeit entstanden wichtige Bücher zur Kirchengeschichte, z. B. A History of Christian Missions und Colonialism and Christian Mission, aber auch das Concise Dictionary of the Bible. Da er aus Altersgründen in Deutschland nach 1968 nicht mehr beschäftigt sein konnte, folgte er im Jahr 1969 einem Ruf an die Universität Nairobi auf eine Professur für Philosophie und religiöse Studien. 1973 kehrte er nach England zurück und lebte in der Wycliffe Hall in Oxford, hielt Vorträge in verschiedenen Ländern und publizierte Bücher bis zum Ende seines Lebens. Sein „magnum opus“ History of Christianity in India blieb unvollendet, aber der erste Band bis 1707 wurde 1984 veröffentlicht.
Neill blieb sein Leben lang unverheiratet. Acht Universitäten, darunter seine Alma Mater Cambridge, zeichneten ihn mit Ehrendoktorwürden aus. 1969 wurde er Fellow der British Academy.

## Veröffentlichungen (Auswahl)
Eine weitgehend vollständige Bibliographie ist im Project Canterbury zu finden. Sehr viele Bücher sind auch in Neuauflagen und Neuausgaben erschienen. Von den Übersetzungen in zahlreiche Sprachen sind nur die ins Deutsche aufgeführt.
- How Readest Thou? A Simple Introduction to the New Testament. SCM, London 1925.
- Out of Bondage: Christ and the Indian Villager. Edinburgh House Press, London 1930.
- The Gospel According to St. John. University Press, Cambridge 1930.
- Builders of the Indian Church: Present Problems in the Light of the Past. Edinburgh House Press, London 1934.
- The Cross Over Asia. Canterbury Press, London 1948.
- Christ, His Church and His World. Eyre and Spottiswoode, London 1948.
- Who Was Jesus of Nazareth? A.R. Mowbray, London 1950.
- Towards Church Union, 1937-1952: A Survey of Approaches to Closer Union Among the Churches (= Faith and Order Commission Papers, No. 11). Geneva 1950.
- On the Ministry. SCM Press, London 1952.
- Christian Partnership. SCM Press, London 1952.
- The Christian Society. Nisbet, London 1952.
- Fulfill Thy Ministry. Harper and Brothers, New York 1952.
- English Theology, 1901-1951. World Council of Churches, Study Department, Geneva 1953.
- Under Three Flags. Friendship Press, New York 1954.
- (mit Ruth Rouse:) A History of the ecumenical movement 1517–1948. Zwei Bände. S.P.C.K., London 1954; 31986.
  - Geschichte der ökumenischen Bewegung 1517–1948. Zwei Bände. Vandenhoeck & Ruprecht, Göttingen 1957/58; 21963/1973.
- The Christians’ God. United Society for Christian Literature, London 1956.
  - Was wissen wir von Gott? Zwingli-Verlag, Zürich 1956.
- The Christian Faith Today. Penguin Books, Harmondsworth 1955.
- The Difference in Being a Christian. Association Press, New York 1955.
- The Christian Character. United Society for Christian Literature, London 1956.
  - Was ist ein Christ? Zwingli-Verlag, Zürich 1956.
- Who is Jesus Christ?  Lutterworth Press, London; Association Press, New York 1956.
  - Wer ist Jesus Christus. Oncken, Kassel 1963.
- The Cross and the Church. Independent Press, London 1957.
- Paul to Galatians. Lutterworth Press, London 1958.
- Creative Tension: Duff Lectures 1958. Edinburgh House, London 1959.
  - Schöpferische Spannung: Mission Zwischen Gestern und Morgen. Oncken, Kassel 1967.
- Anglicanism. Penguin Books, Harmondsworth 1958.
  - Anglikanisches Bewusstsein. Echter, Würzburg 1962.
- The Unfinished Task. Edinburgh House, London 1958.
  - Mission zwischen Kolonialismus und Ökumene. Die Aufgabe der Kirche in der sich wandelnden Welt.  Evangelisches Verlagswerk, Stuttgart 1962.
- A Genuinely Human Existence: Towards a Christian Psychology. Constable and Garden City, London; Doubleday, New York 1959.
  - Menschliche Existenz vor Gott: Entwurf eines Christlichen Menschenbildes. Vandenhoeck and Ruprecht, Göttingen 1961.
- Man in God’s Purpose. Association Press, New York 1960.
- What Is Man? Lutterworth Press, London 1960.
  - Was ist der Mensch? Oncken, Kassel 1963.
- Christianity Today. Student Christian Movement, 1960 Singapore.
- Men of Unity. SCM Press, London 1960.
  - Männer der Einheit: Ökumenische Bewegung von Edinburgh bis Neu Delhi. Oncken, Kassel 1961.
- Brothers of the Faith. Abingdon, New York 1960.
- Christian Holiness. The Carnahan lectures for 1958. Lutterworth, London 1960.
  - Heiligkeit. Verlagshaus Gerd Mohn, Gütersloh 1962.
- Christian Faith and Other Faiths: Moorhouse Lectures, 1960. Oxford University Press, London 1961.
  - Gott und die Götter: Christlicher Glaube und die Weltreligionen. Verlagshaus Gerd Mohn, Gütersloh 1963.
- Christian Missions. W.B. Eerdmans, Grand Rapids 1961.
- The Eternal Dimension. Epworth Press, London 1963.
- Paul to the Colossians. Lutterworth Press, London 1963.
- A History of Christian Missions. Penguin, Harmondsworth 1964.
  - Geschichte der Christlichen Mission. Verlag der Evangelisch-Lutherischen Mission, Erlangen 1974.
- The Interpretation of the New Testament, 1861-1961. Oxford University Press, Oxford 1964.
- Mission Today. Marchan, London 1965.
- Concise Dictionary of the Bible. Edited with John Goodwin and Arthur Dowle. Lutterworth, London 1966.
- Colonialism and Christian Missions. Lutterworth, London; McGraw-Hill, New York 1966.
- Rome and the Ecumenical Movement. Rhodes University, Grahamstown 1967.
- The Church and Christian Union: the Bampton Lectures for 1964. Oxford University Press, London 1968.
- Bible Words and Christian Meanings. S.P.C.K., London 1970.
- Concise Dictionary of the Christian World Mission. Edited with Gerald H. Anderson and John Goodwin. Lutterworth Press, London 1970.
  - Lexikon zur Weltmission. Brockhaus, Wuppertal 1971.
- The Story of the Christian Church in India and Pakistan. Eerdmans, Grand Rapids 1970.
- Call to Mission. Fortress Press, Philadelphia 1970.
- What We Know About Jesus. Lutterworth Press, London 1970.
- Bhakti, Hindu and Christian. Christian Literature Society, Madras 1974.
- Salvation Tomorrow: The Originality of Jesus Christ and the World's Religions. Lutterworth Press, Guildford; Abingdon Press, Nashville 1974.
- Jesus Through Many Eyes: Introduction to the Theology of the New Testament. Lutterworth Press, Guildford; Fortress Press, Philadelphia 1973.
- Crises of Belief: the Christian Dialogue with Faith and No Faith. Hodder and Stoughton, London 1984.
- History of Christianity in India: the Beginnings to AD 1707. Cambridge University Press, Cambridge 1984.
- The Supremacy of Jesus Christ. Hodder and Stoughton, London 1984.
- God's Apprentice. The Autobiography of Stephen Neill. Hodder & Stoughton London 1991.